# 駝者
《駝者》是柯南·道爾所著的福爾摩斯探案的56個短篇故事之一，收錄於《福爾摩斯回憶錄》。講述一個軍人過去犯下的罪業終於回來找他清算的故事。

## 故事簡介
福爾摩斯應邀調查巴克萊上校的命案，上校被發現死於家中的房裡，而同在房裡的上校太太則一直昏迷不醒，所有殺人的指控都對準上校太太。福爾摩斯卻認為上校太太並不是兇手，於是決手調查，得知上校太太昏迷前曾見到一位奇怪的陌生人，福爾摩斯找到那位陌生人，知道上校是自己摔倒死亡的，與上校太太無關。原來巴克雷上校多年前在印度領地作戰時(那時他還是少校)為了搶奪當地一位英國少女的芳心，曾陷害一位同僚亨利，向敵人密告他出城路徑，讓他被敵軍孟加拉人俘虜，以致他成為奴隸，被剜去雙腳肌肉，以致成為殘廢，不良於行，成了流浪的魔術師。於是多年後，他回到英國來，在路上遇見上校的太太南西，向他告知原委，震驚的南西回家向丈夫巴克雷查問。因過去所犯下的錯誤，終於來找他清算過去的罪業。在妻子的激烈質問中，上校因為腦溢血而死，而現場的動物腳印痕跡，則是魔術師亨利的寵物貓鼬留下來的。